# Jordan Johnson-Hinds
Jordan Johnson-Hinds (Toronto, 1º novembre 1989) è un attore canadese.
In Italia è noto per aver recitato nel film RoboCop e nelle serie televisiva Nurses - Nel cuore dell'emergenza.

## Filmografia

### Cinema
- Stray, regia di Fraser Mills – cortometraggio (2009)
- Rainbow Connection, regia di Kire Paputts – cortometraggio (2010)
- RoboCop, regia di José Padilha (2014)
- The Rainbow Kid, regia di Kire Paputts (2015)
- John Lives Again, regia di Anthony Furey (2017)
- Yes Day, regia di Miguel Arteta (2021)

### Televisione
- La mia vita con Derek (Life with Derek) – serie TV, episodio 3x24 (2007)
- The Jon Dore Television Show – serie TV, episodio 2x05 (2009)
- Flashpoint – serie TV, episodio 2x09 (2009)
- Guns – miniserie TV, episodio 1x01 (2009)
- Rookie Blue – serie TV, episodio 1x07 (2010)
- The L.A. Complex – serie TV, 18 episodi (2012)
- Beauty and the Beast – serie TV, episodio 1x08 (2012)
- The Best Laid Plans – serie TV, 6 episodi (2014)
- The Listener – serie TV, episodio 5x11 (2014)
- Teenagers – serie TV, 7 episodi (2014-2016)
- Odd Squad – serie TV, 8 episodi (2014-2018)
- Saving Hope – serie TV, episodio 3x17 (2015)
- The Beaverton – serie TV, episodio 1x02 (2016)
- I misteri di Murdoch (Murdoch Mysteries) – serie TV, 5 episodi (2016-2018)
- Letterkenny – serie TV, 12 episodi (2016-2019)
- Shadowhunters (Shadowhunters: The Mortal Instruments) – serie TV, episodio 2x17 (2017)
- Suits – serie TV, 14 episodi (2017-2018)
- Blindspot – serie TV, 7 episodi (2017-2020)
- Upload – serie TV, 8 episodi (2020)
- Nurses - Nel cuore dell'emergenza (Nurses) – serie TV, 20 episodi (2020-2021)
- The Endgame - La regina delle rapine (The Endgame) – serie TV, 10 episodi (2022)

## Doppiatori italiani
Nelle versioni in italiano delle opere in cui ha recitato, Jordan Johnson-Hinds è stato doppiaoa da:
- Raffaele Carpentieri in Suits (st. 7), The Endgame - La regina delle rapine
- Francesco Venditti in RoboCop
- Gianluca Cortesi in Suits (st. 6)
- Emanuele Ruzza in Blindspot
- Alessandro Fattori in Upload
- Alessandro Germano in Nurses - Nel cuore dell'emergenza